# Hørningsholm Gods
|  | Sammenskrivningsforslag Artiklerne Hirschholm Slot, Hørningsholm Gods er foreslået sammenskrevet. (Siden juli 2021) Diskutér forslaget |

Godset er kendt fra tilbage i 1305 og blev erhvervet af Margrethe d. 1 i 1391, og blev revet ned af Frederik d. 6 i 1810-12 efter at stå uden vedligeholdelse i mange år. Godset lå i nærheden af nutidens Hørsholm.